# Ludovico Ariosto
Ludovico Ariosto (Reggio de l'Emília, 8 de setembre de 1474 – 6 de juliol de 1533) va ser un poeta italià, autor del poema èpic Orland Furiós (1516).
Va nàixer a Reggio de l'Emília, on son pare Niccolò Ariosto era comandant de la ciutadella. Ludovico va mostrar des de ben aviat un gran interès per la poesia, però va ser obligat per son pare a estudiar dret. Després de cinc anys d'estudis, se li va permetre llegir els clàssics sota la tutela de Gregorio da Spoleto. Després d'un breu període d'estudi dels millors autors en llatí, i havent d'anar-se'n a França com a tutor de Francesc I Sforza, Gregorio va aconsellar Ariosto que continuara amb el grec, consell que Ariosto va seguir.
Poc després, en morir son pare, va haver de deixar les seues ocupacions literàries i fer-se càrrec de la família, la situació de la qual era ben precària, i mantenir els seus nou germans i germanes, un dels quals es trobava esguerrat. No obstant això, en aquest període va tenir temps d'escriure algunes comèdies en prosa i algunes peces de poesia. Algunes d'aquestes obres van atraure l'atenció del cardenal Ippolito d'Este, que va prendre el jove poeta sota la seua protecció i el va nomenar gentilhome de la seua casa. No obstant això, aquest príncep era la paròdia d'un vertader mecenes. L'única recompensa que va rebre el poeta per l'Orlando Furioso, una peça dedicada a ell, va ser la pregunta: «D'on heu tret tantes històries, mestre Ludovico?». El mateix poeta va queixar-se de la ingratitud del cardenal i va deplorar el temps passat sota el seu jou, i va afegir que si rebia cap minsa pensió no era en recompensa de la seua poesia, sinó pel seu treball com a missatger que el distreia de la seua vocació principal. Ni tan sols va gaudir de la miserable pitança que com a pagament pels seus serveis va rebre del cardenal durant aquells anys.
El cardenal se'n va anar a Hongria l'any 1518, i va demanar a Ariosto que l'acompanyara. El poeta va refusar-hi al·legant problemes de salut, el seu gust per l'estudi, la necessitat de prendre cura dels seus assumptes personals i l'edat de sa mare. Les seues excuses no van ser ben rebudes, i fins i tot li va ser negada una entrevista. Llavors, Ariosto va dir directament que si el que sa eminència s'havia pensat era tenir un esclau assignant-li l'escassa pensió de setanta-cinc corones, estava equivocat i havia de retirar-li la seua protecció, que sembla que va ser el que el cardenal va fer.
El germà del cardenal, Alfonso, duc de Ferrara, va prendre des d'aleshores el poeta sota el seu patronatge. Això va ser, però, un simple acte de justícia, puix Ariosto ja s'havia distingit com a diplomàtic, principalment arran de dues visites a Roma actuant com a ambaixador davant del papa Juli II. La fatiga d'un d'aquells feixucs viatges li va provocar una malaltia de la qual mai no es recuperà totalment, i en la segona missió va estar a punt de ser assassinat per ordre del papa, en un temps en què aquest es trobava enfrontat al duc de Ferrara.

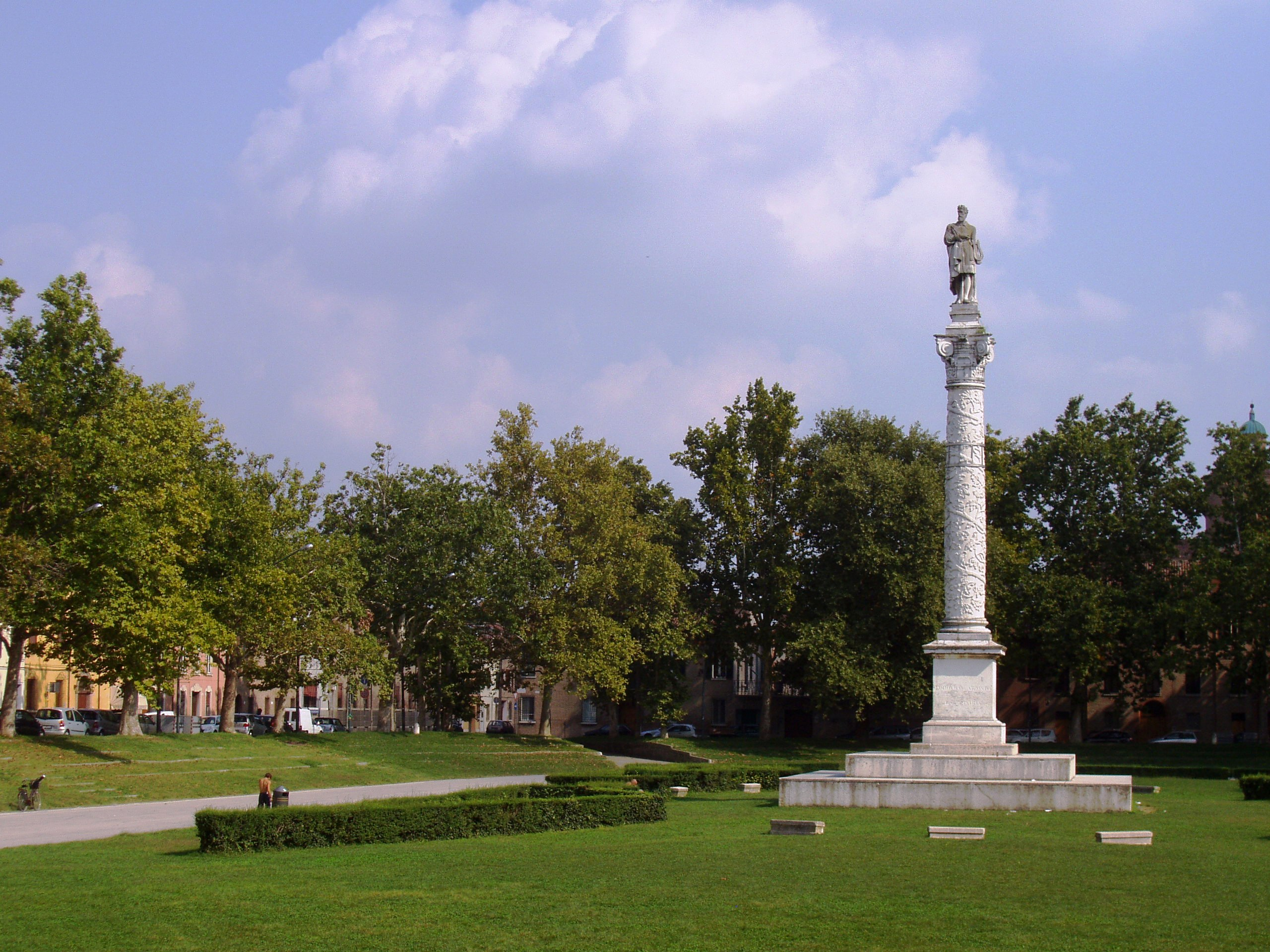
Estàtua commemorativa a Ferrara

Arran de la guerra, el seu salari de 84 corones va ser suspès, i amb la pau li va ser retirat definitivament. Ariosto va demanar al duc que li proporcionara o l'ajudara a aconseguir un càrrec, així que va ser destinat com a governador de la província de Garfagnana, plaça aleshores vacant. En aquesta província situada en els cims dels Apenins va passar tres anys. El treball, això no obstant, no era gens fàcil: hi havia faccions i bandits. Ariosto, com a governador, disposava de pocs mitjans per imposar la seua autoritat, i tampoc no va rebre ajuda del duc. Malgrat tot, se sap que el govern d'Ariosto va satisfer tant el sobirà com el poble. Fins i tot, hi ha una anècdota que narra el fet que va ocórrer un dia que Ariosto caminava sol i va ser capturat per un grup de bandits, el cap dels quals, en descobrir que el captiu era l'autor de l'Orlando Furioso, va demanar-li humilment perdó per no haver-li mostrat immediatament el respecte degut al seu rang.
L'any 1508 va aparèixer la seua peça teatral Cassaria i l'any següent I Suppositi.
El 1516, la primera versió de l'Orlando Furioso, en quaranta cants, va ser publicada a Pàdua. La tercera i última versió, en quaranta-cinc cants, va aparèixer el 8 de setembre de 1532.